# Institut de radio-ingénierie et d'électronique
L'Institut de radio-ingénierie et d'électronique (russe : Институт радиотехники и электроники (ИРЭ)) de l'Académie russe des sciences est un institut à Moscou, qui mène des recherches fondamentales dans les domaines de la radiophysique et de l'électronique physique et quantique. Il est créé en 1953 en tant qu'institut de l'Académie des sciences de l'URSS et élargi en 1955 pour inclure des sites à Friazino, Saratov et Oulianovsk. Son directeur a longtemps été le scientifique soviétique Vladimir Kotelnikov, raison pour laquelle l'institut porte désormais son nom. De 2006 à 2015, le directeur est Iouri Gouliaïev (en). Sergueï Nikitov (ru) lui succède.
En 1957, par décision du Comité central du PCUS et du Conseil des ministres, l'institut est chargé d'établir des stations qui recevraient les signaux de Spoutnik 1. Il y avait très peu de stations professionnelles en URSS à l'époque, et l'institut coopère avec des radioamateurs dans tout le pays et fournit l'équipement nécessaire à 30 grands clubs radioamateurs DOSAAF sélectionnés de la mer Baltique à l'océan Pacifique.
L'institut dirige des travaux scientifiques sur la création du radar planétaire et sur l'exploration par radiolocalisation d'autres planètes. L'un des principaux résultats est la création de la toute première carte radar de l'hémisphère nord de Vénus en 1984, utilisant les résultats des missions Venera 15 et Venera 16.
En 1969, l'institut reçoit l'Ordre de la bannière rouge du travail.